# MIAT Mongolian Airlines
MIAT Mongolian Airlines (IATA: OM, OACI: MGL) es la aerolínea nacional de Mongolia, con sus oficinas centrales en Ulán Bator. Opera una extensa ruta nacional y vuelos internacionales regulares, desde su base principal en el Aeropuerto Internacional Gengis Kan (ULN). MIAT es la abreviatura de Mongolyn Irgenii Agaaryn Teever (Монголын Иргэний Агаарын Тээвэр, Transporte Civil Aéreo de Mongolia). 

## Historia
MIAT - Mongolian Airlines fue fundada en 1956 y fue conocido en diferentes etapas como, Air Mongol o Mongolian Airlines. Inició sus operaciones con la asistencia de Aeroflot, MIAT inició sus vuelos en julio de 1956 utilizando un Antonov An-2 desde Ulán Bator a Irkutsk, además la aerolínea utilizó los Lisunov Li-2 (Douglas DC-3 construidos en la URSS bajo licencia) para vuelos a destinos internacionales como Pekín o Moscú. 
Durante las décadas de 1960 y 1970, la aerolínea adquirió aeronaves Antonov An-24 y 26 aviones de doble turbopropulsor y el Harbin Y-12 de fabricación china.
Los Tupolev Tu-154 fueron introducidos a fines de la década de 1970. En 1992 MIAT adquirió un Boeing 727-200, propiedad de Korean Air, al cual le siguió la compra de otro en 1994. Los Boeing 727 posteriormente se dejaron de utilizar.  Un Airbus A310 y un Boeing 737 fueron adquiridos posteriormente por MIAT. Finalmente, entre el 2003 y 2005, la flota de Antonov fue retirada porque estaban fuera de garantía, lo que llevó a la creación de Aero Mongolia. Es una compañía 100% estatal y cuenta con 1.034 empleados.
Durante 2018, MIAT - Mongolian Airlines se ha visto envuelta en una controversia al actuar de empresa "coyote" para llevar de manera irregular ciudadanos haitianos a Chile, los cuales ingresan como turistas pero se quedan en el país de manera ilegal. La responsabilidad de MIAT - Mongolian Airlines es básicamente prestar sus servicios a aerolíneas haitianas que están impedidas de aterrizar en suelo chileno.

## Destinos

### Destinos actuales
| Países        | Destinos           | Aeropuertos                               | Notas      |
| ------------- | ------------------ | ----------------------------------------- | ---------- |
| Alemania      | Fráncfort del Meno | Aeropuerto de Fráncfort del Meno          |            |
| China         | Cantón             | Aeropuerto Internacional de Cantón-Baiyun |            |
| China         | Hohhot             | Aeropuerto Internacional de Hohhot Baita  | Sólo carga |
| China         | Pekín              | Aeropuerto Internacional de Pekín-Capital |            |
| Corea del Sur | Busan              | Aeropuerto Internacional de Gimhae        |            |
| Corea del Sur | Seúl               | Aeropuerto Internacional de Incheon       |            |
| Hong Kong     | Hong Kong          | Aeropuerto Internacional de Hong Kong     |            |
| Japón         | Osaka              | Aeropuerto Internacional de Kansai        | Estacional |
| Japón         | Tokio              | Aeropuerto Internacional de Narita        |            |
| Mongolia      | Altái              | Aeropuerto de Altái                       |            |
| Mongolia      | Dalanzadgad        | Aeropuerto de Dalanzadgad                 |            |
| Mongolia      | Hovd               | Aeropuerto de Hovd                        |            |
| Mongolia      | Mörön              | Aeropuerto de Mörön                       |            |
| Mongolia      | Ölgiy              | Aeropuerto de Ölgiy                       |            |
| Mongolia      | Ulaangom           | Aeropuerto de Ulaangom                    |            |
| Mongolia      | Ulán Bator         | Aeropuerto Internacional Gengis Kan       | HUB        |
| Mongolia      | Uliastay           | Aeropuerto Donoi                          |            |
| Tailandia     | Bangkok            | Aeropuerto Internacional Suvarnabhumi     | Estacional |
| Tailandia     | Phuket             | Aeropuerto Internacional de Phuket        | Estacional |
| Turquía       | Estambul           | Aeropuerto de Estambul                    |            |
| Vietnam       | Ciudad Ho Chi Minh | Aeropuerto Internacional de Tan Son Nhat  | Estacional |

### Antiguos destinos
| Países   | Destinos    | Aeropuertos                                            | Notas                      |
| -------- | ----------- | ------------------------------------------------------ | -------------------------- |
| Alemania | Berlín      | Aeropuerto de Berlín-Brandeburgo Willy Brandt          |                            |
| Alemania | Múnich      | Aeropuerto Internacional de Múnich-Franz Josef Strauss |                            |
| China    | Sanya       | Aeropuerto Internacional de Sanya-Phoenix              |                            |
| Mongolia | Bayanhongor | Aeropuerto de Bayanhongor                              |                            |
| Mongolia | Choybalsan  | Aeropuerto de Choybalsan                               |                            |
| Mongolia | Ulán Bator  | Aeropuerto Internacional Buyant-Ukhaa                  | Aeropuerto cerrado en 2021 |
| Rusia    | Moscú       | Aeropuerto Internacional de Moscú-Sheremétievo         |                            |

## Flota

### Flota actual
La Flota de MIAT Mongolian Airlines consiste en las siguientes aeronaves:
| Aeronaves          | En servicio | Pedidos | Pasajeros                                          | Pasajeros                                          | Pasajeros                                          | Pasajeros                                          | Matrículas                                         | Antigüedad                                         |
| Aeronaves          | En servicio | Pedidos | C                                                  | W                                                  | Y                                                  | Total                                              | Matrículas                                         | Antigüedad                                         |
| ------------------ | ----------- | ------- | -------------------------------------------------- | -------------------------------------------------- | -------------------------------------------------- | -------------------------------------------------- | -------------------------------------------------- | -------------------------------------------------- |
| Boeing 737-800     | 3           | —       | 12                                                 | —                                                  | 162                                                | 174                                                | EI-CXV «Khabul Khaan»                              | 22,6 años                                          |
| Boeing 737-800     | 3           | —       | 12                                                 | —                                                  | 156                                                | 168                                                | JU-1088 «Zuchi Khaan»                              | 13,2 años                                          |
| Boeing 737-800     | 3           | —       | 12                                                 | —                                                  | 150                                                | 162                                                | JU-1015 «Guyug Khaan»                              | 10,7 años                                          |
| Boeing 737-8MAX    | 1           | 3       | 12                                                 | —                                                  | 150                                                | 162                                                | EI-MNG «Tolui Khaan»                               | 6 años                                             |
| Boeing 757-200F    | 1           | —       | Carga                                              | Carga                                              | Carga                                              | Carga                                              | JU-1109 «Galbingaa»                                | 33 años                                            |
| Boeing 767-300ER   | 1           | —       | 15                                                 | —                                                  | 237                                                | 252                                                | JU-1021 «Chinggis Khaan»                           | 11,8 años                                          |
| Boeing 787-9       | 2           | —       | 30                                                 | 36                                                 | 226                                                | 292                                                | EI-UBN «Munkh Khaan»                               | 5,9 años                                           |
| Boeing 787-9       | 2           | —       | 30                                                 | 36                                                 | 226                                                | 292                                                | EI-MGL «Khubilai Khaan»                            | 5,5 años                                           |
| Bombardier CRJ-700 | 1           | —       | —                                                  | —                                                  | 70                                                 | 70                                                 | JU-1700 «Mazaalai»                                 | 14,7 años                                          |
| Total              | 9           | 3       | Edad media de la flota (enero de 2025): 13,7 años. | Edad media de la flota (enero de 2025): 13,7 años. | Edad media de la flota (enero de 2025): 13,7 años. | Edad media de la flota (enero de 2025): 13,7 años. | Edad media de la flota (enero de 2025): 13,7 años. | Edad media de la flota (enero de 2025): 13,7 años. |

### Flota histórica
MIAT Mongolian Airlines ha operado varios tipos de aeronaves, incluyendo:
| Aeronaves            | Total | Introducido | Retirado | Matrículas |
| -------------------- | ----- | ----------- | -------- | --- |
| Airbus A310-300      | 1     | 1998        | 2011     | F-OHPT (rrg. JU-1010) |
| Airbus A319          | 1     | 2012        | 2013     | JU-8889 |
| Airbus A330-300      | 1     | 2010        | 2010     | TC-SGJ |
| Antonov An-24        | 21    | 1964        | 2005     | BNMAU-2510 (rrg. MT-2510 y MT-1027), BNMAU-1204 (rrg. MT-1001), BNMAU-1202, BNMAU-3302 (rrg. MT-3302, MT-1002 y JU-1002), BNMAU-4206, BNMAU-6207 (rrg. MT-1003 y JU-1003), BNMAU-6401, BNMAU-6807 (rrg. MT-1004 y JU-1004), BNMAU-7710, BNMAU-8401, BNMAU-9310 (rrg. MT-1005 y JU-1005), BNMAU-9807 (rrg. MT-1006 y JU-1006), BNMAU-9810, BNMAU-1010 (rrg. MT-1007 y JU-1007), BNMAU-1010, BNMAU-1010 (rrg. MT-1009 y JU-1009), BNMAU-1020, BNMAU-1020, BNMAU-1021 y BNMAU-1030 (rrg. MT-1011 y JU-1011) |
| Antonov An-26        | 4     | 1975        | 2005     | BNMAU-1410 (rrg. MT-14101, MT-1014 y JU-1014), BNMAU-1410, BNMAU-3009 (rrg. MT-1012 y JU-1012) y BNMAU-3010 (MT-1013 y JU-1013) |
| Antonov An-30        | 1     | 1979        | ??       | BNMAU-1506 (rrg. MT-1016 y JU-1016) |
| Boeing 727-200       | 3     | 1992        | 2003     | MT-1054 (rrg. JU-1054), MT-1036 (rrg. JU-1036) y MT-1037 (rrg. JU-1037) |
| Boeing 737-300       | 1     | 2020        | 2022     | JU-8888 |
| Boeing 737-700       | 1     | 2017        | 2019     | JU-1087 |
| Bombardier CRJ-200ER | 1     | 2023        | 2024     | ZS-CMF |
| Harbin Y-12          | 6     | 1989        | 2005     | D-0066 (rrg. JU-1019), D0064 (rrg. B-3842), D0065 (rrg. JU-1018), D0066, D0067 (rrg. JU-1020) y D0068 (rrg. JU-1021) |
| Ilyushin Il-14       | 4     | 1956        | 1976     | 101 (rrg. MONGOL-101), MONGOL-111, MONGOL-105 y 104 (rrg. MONGOL-104) |
| Mil Mi-8             | ??    | c. 1990     | ??       | ?? |
| Túpolev Tu-154       | 2     | 1987        | 1994     | BNMAU-8556 y MPR-85644 |